# Tachion

Mivel a tachion mindig gyorsabb a fénynél, ezért nem lehet látni, amikor közeledik. Miután a tachion elhalad előttünk, két képét is látnánk, egy közeledő és egy vele ellentétes irányba tartó képét

A tachion – a szó a görög ταχύ (gyors) szóból származik – olyan elméleti részecske, amely mindig nagyobb sebességgel halad, mint a fény, a fénynél gyorsabb. A legtöbb fizikus elutasítja a létezését, mivel úgy vélik, a fénynél nagyobb sebességgel haladó részecske nem létezhet. Ám ha létezne, akkor megvalósulhatna a fénysebességnél gyorsabb jelátvitel.
A fénynél gyorsabb részecske létezését először O. M. P. Bilaniuk, V. K. Deshpande és E. C. G. Sudarshan vetette fel 1962-ben, ők a részecskét metarészecskének nevezték.

## Fordítás
- Ez a szócikk részben vagy egészben  a   Tachyon című angol Wikipédia-szócikk fordításán alapul.  Az eredeti cikk szerkesztőit annak laptörténete sorolja fel. Ez a jelzés csupán a megfogalmazás eredetét és a szerzői jogokat jelzi, nem szolgál a cikkben szereplő információk forrásmegjelöléseként.